# Krasov
Krasov là một làng thuộc huyện Bruntál, vùng Moravskoslezský, Cộng hòa Séc.